# Daniel Camiade
Pas d'image ? Cliquez ici

a Compétitions nationales et continentales officielles uniquement.

b Matchs officiels uniquement.
Daniel Camiade, né le 9 avril 1940 à Rambouillet (France) et mort le 12 avril 2020 à Carcassonne, est un joueur français de rugby à XV et de rugby à XIII évoluant au poste de demi de mêlée.

## Biographie
Daniel Camiade naît le 9 avril 1940 à Rambouillet dans le département français de la Seine-et-Oise.
Il intègre très jeune l'USA Perpignan avec laquelle il dispute à seize ans la finale du Challenge Yves du Manoir en 1956 contre le FC Lourdes. Il rejoint ensuite l'US Quillan avec un titre de Champion de France de deuxième division remporté en 1964 tout en étant employé à l'usine Formica. Il change ensuite de code de rugby en rejoignant le rugby à XIII et le club de l'AS Saint-Estève avec lequel il remporte le Championnat de France en 1971 et la Coupe de France en 1972 avec son coéquipier José Calle. 
Il connaît également le prestige d'une sélection en équipe de France en 1971. 
Après sa carrière de joueur, il devient entraîneur de rugby à XIII en prenant en main Limoux XIII puis l'US Quillan à XV.
Il meurt le 12 avril 2020 à Carcassonne,,.

## Statistiques en équipe nationale à XIII
| 1. | 11 novembre 1971 | Nouvelle-Zélande | 11-27 | Amical | Demi de mêlée | 8 | 0 | 4 | 0 |

## Palmarès en club

### En rugby à XV
- Finaliste du Challenge Yves du Manoir en 1956 avec l'USA Perpignan.
- Vainqueur du Champion de France de deuxième division en 1964 avec l'US Quillan.

### En rugby à XIII
- Vainqueur du Championnat de France en 1971 avec l'AS Saint-Estève)[7].
- Vainqueur de la Coupe de France en 1972 avec l'AS Saint-Estève[8].